# Urogale everetti
La tupaia di Mindanao (Urogale everetti) è una specie di tupaia (l'unica del genere Urogale) endemica dell'isola di Mindanao e della vicina isola di Dinagat, nelle Filippine, dove colonizza gli ambienti forestali al di sopra dei 500 m.
Se ne conoscono due sottospecie:
- Urogale everetti cylindrura
- Urogale everetti everetti

Il colore del pelo può andare dal grigio-olivastro con anelli neri sui peli al rossiccio; presenta solitamente una "sella" più scura e tende a schiarirsi man mano che dal posteriore si va verso il muso, che è giallastro, così come il ventre e una striscia che va dall'occhio all'ascella.
Gli occhi sono grandi e neri, le orecchie reniformi ed assai simili a quelle umane, la coda lunga e pelosa, ma relativamente sottile se comparata al corpo massiccio.